# Nesiotrechus
Nesiotrechus is een geslacht van kevers uit de familie van de loopkevers (Carabidae). De wetenschappelijke naam van het geslacht is voor het eerst geldig gepubliceerd in 1995 door Ueno.

## Soorten
Het geslacht Nesiotrechus omvat de volgende soorten:
- Nesiotrechus convexiusculus (Ueno, 1975)
- Nesiotrechus dahongensis Deuve, 2005